# هيلموت روسكا
هيلموت روسكا (بالألمانية: Helmut Ruska)‏ (و. 1908 – 1973 م) هو عالم أحياء، وعالم فيروسات، وطبيب، وطبيب باطني، وأستاذ جامعي ألماني، ولد في هايدلبرغ، كان عضوًا في الأكاديمية الألمانية للعلوم ليوبولدينا، توفي في دوسلدورف، عن عمر يناهز 65 عاماً.

## جوائز
حصل على جوائز منها:
- جائزة بول إرليش ولودفيج دارمشتيتر (1970)
- Aronson Prize [الإنجليزية]‏ (1956)